# Heinrich-Maximilian Imhof
Pour les articles homonymes, voir Imhof.
Heinrich-Maximilian Imhof (ou Heinrich Max Imhof) né le 13 mai 1795 à Bürglen (Uri) et mort le 4 mai 1869 à Rome, est un sculpteur suisse.

## Biographie
Il est formé par Wrinkles Abart, puis avec l'appui de Johann Gottfried Ebel (géologue allemand) séjourne à Zurich.
Frédéric-Guillaume IV de Prusse lui fait faire son portrait en 1819. Avec son aide, il poursuit sa formation à Stuttgart, où il est l'élève de Dannecker, puis de Bertel Thorwaldsen (sculpteur danois 1770-1844 ) à Rome, où il passe la majorité de son existence.
Louis Ier de Bavière lui commande un buste de l'électeur de Bavière Maximilian Ier et son fils, Othon Ier de Grèce roi de Grèce, l'invite à Athènes pour enseigner de 1835 à 1836.
Sa reconnaissance en Suisse arrive peu avant sa mort, en 1865, quand il lui fut demandé de réaliser une sculpture de Guillaume Tell, héros légendaire de son canton d'origine, à Altdorf[réf. nécessaire].

## Quelques-unes de ses œuvres
- Eros et Psyche - 1825 - sa première grosse œuvre dans le style néo-classique, supervisé par Thorwaldsen
- David et Goliath - 1827
- Agar et Ismael[1] - 1845
- Ève avant la chute - 1862
- Guillaume Tel - 1865